# Mihai Daniel Leca
Mihai Daniel Leca (n. 14 aprilie 1992, București, România) este un fotbalist român, care joacă pe post de fundaș la Chindia în Liga a II-a. Pe plan internațional, are prezențe la națională pentru România Sub-21.